# Ipatinga Live Jazz
Ipatinga Live Jazz é um festival de jazz que acontece há onze anos na cidade de Ipatinga no Centro Cultural Usiminas.

## Nomes que passaram pelo festival
- 1998: Marvio Ciribelli e banda (RJ)
- 1999: Nivaldo Ornelas e banda (RJ)
- 2000: Toninho Horta
- 2002: Rosa Marya Colin e Banda